# Robotech
Robotech es una franquicia de juguetes, series de televisión, películas, libros e historietas de ciencia ficción. Uno de los rasgos distintivos de este universo es el uso de robots transformables en las batallas.
El hilo argumental en que se basa la historia es la protocultura, que se traduce en avances científicos obtenidos por la humanidad a partir de los restos de una nave alienígena estrellada en el Pacífico Sur. Estos conocimientos traerán como consecuencia una serie de guerras contra diferentes razas extraterrestres.
El universo ficticio de Robotech, creado por Carl Macek, en un comienzo estuvo compuesto por una sola serie de animación de 85 capítulos creada y adaptada a partir de tres series de animación japonesa sin ninguna relación argumental entre ellas: Super Dimensional Fortress Macross, Super Dimensional Cavalry Southern Cross y Genesis Climber Mospeada. Luego, con los años, fue expandido con películas, novelas, historietas y videojuegos

## Marco ficticio
El universo de ficción Robotech cuenta la suerte de la especie humana, desde finales del siglo XX a mediados del siglo XXI.
Después de que en el Pacífico Sur cayese una gran nave alienígena, se forma el Gobierno Unido de la Tierra, ante el temor de una invasión extraterrestre a gran escala. Lamentablemente la humanidad se verá enfrentada a una serie de guerras (llamadas guerras Robotech) contra diversas razas extraterrestres.
Después de la primera de estas guerras (2009-2011, llevada a cabo contra la raza extraterrestre de los Zentraedi), la Tierra es casi aniquilada. Para evitar que esto se repitiese, en el año 2022 el Gobierno Unido de la Tierra crea la Fuerza Expedicionaria Robotech (REF, por sus siglas en inglés), para viajar al planeta natal de los creadores de la raza Zentraedi, los Amos Robotech.
Infortunadamente, mientras esta fuerza expedicionaria no se encuentra para proteger el planeta Tierra, esta será invadida nuevamente durante la segunda y tercera Guerra Robotech. Hacia el año 2044 el planeta es recuperado por la raza humana.
Después de que los Invid dejaran de ser una amenaza, la guerra se centraría contra los Haydonitas (Cuarta Guerra Robotech).

### Tecnología
Este es uno de los aspectos más llamativos de Robotech, pues dentro de los adelantos tecnológicos que ha alcanzado la humanidad, el uso de la robótica sobresale notoriamente. Este campo de la ciencia se beneficia en gran medida de la tecnología extraterrestre encontrada en los restos de la gran nave espacial que cayó en el Pacífico Sur. 
- La protocultura una poderosa bioenergía, más sutil que la energía nuclear, capaz de alimentar civilizaciones completas, y que es sintetizada a partir de la flor de la vida Invid.[3] El término proviene de la serie original Super Dimension Fortress Macross, en donde en lugar de lo anterior fue usada para nombrar un antiguo, avanzado y poderoso imperio extraterrestre ya desaparecido que dominaba la galaxia.

- Los varitech (Variable Technical), son vehículos militares que pueden transformarse en robot de combate. Los robot de combate que no poseen capacidad de transformarse, son llamados Destroids. Los varitech de la Saga Macross fueron creados originalmente por Shoji Kawamori y los Destroids por Kazutaka Miyatake, ambos de Estudio Nue; los de la Segunda Generación (Southern Cross) por Estudio Ammonite y los de la Tercera Generación (Mospeada) por Shinji Aramaki de Estudio Artmic.

- Los viajes espaciales. En Robotech pueden verse enormes naves espaciales de combate (como la clase SDF), con capacidad de realizar saltos Hiperespaciales, permitiendo recorrer enormes distancias en poco tiempo.

- La micronización, técnica que permite llevar a un tamaño humano a los gigantes extraterrestres Zentraedi.

- La clonación realizada por los Amos Robotech, muy adelantada a los parámetros humanos.

- La tecnología sombra, cañones Synchro y misiles Neutrón-S. Conocimientos que fueron entregados a los humanos por los Haydonitas.

## Críticas
La serie de 1985 de Robotech fue uno de los mayores éxitos de la animación en occidente de los años 1980 y permitió que los televidentes se interesaran en otras series de producción japonesa del género mecha. [cita requerida]
Ya en la década siguiente, con mayor acceso a internet comenzó la controversia cuando varios seguidores notaron la naturaleza mestiza de Robotech, al ser resultado de tres series japonesas diferentes. Gracias a esto, varios televidentes de la saga quisieron saber más sobre las series originales (sobre todo de Super Dimensional Fortress Macross), separando a los fanes en dos corrientes diferentes, puristas Robotech y puristas Macross.
Así también, el propio nombre de la serie, procede originalmente de una línea de modelos de armar y juguetes lanzada por la marca estadounidense Revell en la década de 1980. Dado el desconocimiento de múltiples series japonesas que en su país de origen generaban mercancías como figuras de acción y modelos de armar, Revell crea la marca "Robotech" para lanzar al mercado estadounidense, modelos de armar, figuras de acción y juguetes de las series Fang of the Sun Dougram, Orguss, Zoids y Macross. Los derechos de distribución en aquel tiempo también eran compartidos por la compañía importadora TCI la cual introdujo al mercado estadounidense juegos de mesa estrategia basados en series japonesas. 
Cuando Harmony Gold, obtuvo los derechos de distribución sobre la serie Macross y la marca Robotech, se prestó a pensar que también poseía los derechos sobre otras series distribuidas por TCI. Esto dio pie a conflictos legales como el sucedido con la compañía FASA Corporation la cual publicó durante años, diseños para su juego Battletech basados en series como Dougram, Crusher Joe y Macross. Harmony Gold poseía los derechos de distribución en territorio estadounidense sobre el material intelectual de Macross, Southern Cross y Mospeada pero no sobre otras series, dando lugar a una batalla legal que duró más de 10 años y en la cual, se acordó que FASA no volvería a publicar las imágenes de diseños basados no sólo en Macross sino también de otras series. Sin embargo, a pesar de que los diseños fueron retirados Harmony Gold no ha cesado de promover demandas contra quienes a su juicio, copian los diseños de estas series. El último caso siendo la demanda contra Piranha Games, una compañía de software que trabajaba en el videojuego Mechwarrior 5 para Xbox 360 y a la cual fue demandada y obligada a detener el desarrollo del mismo porque en la escena introductoria aparecía un diseño remotamente similar al Destroid Excalibur de Robotech -también conocido como Tomahawk en Macross- que aparecía en la primera generación, la saga Macross.

## Línea temporal

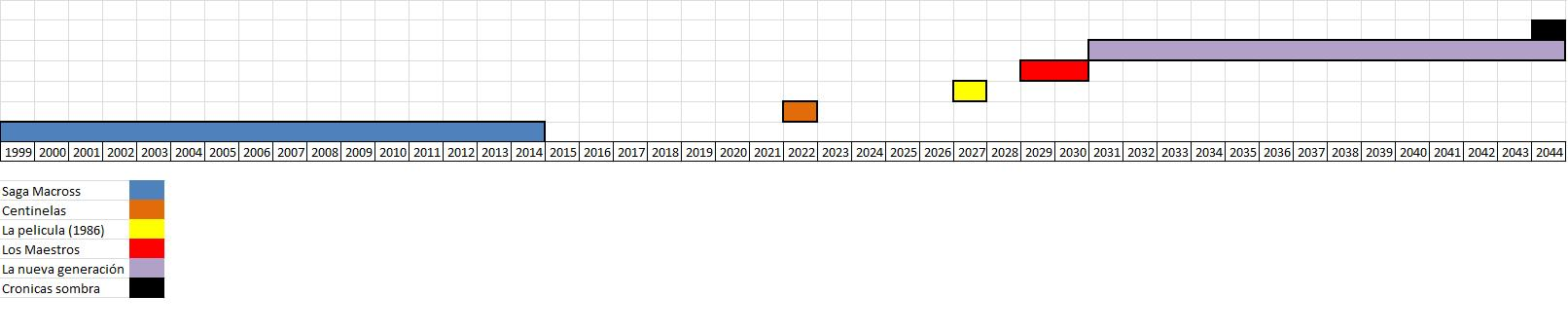
Esta es la línea cronológica oficial de Robotech, según Harmony Gold.

## Diferencias entreMacrossyRobotech
Si bien Macross, La Fortaleza Super Dimensional es una serie de anime que fue emitida por primera vez en Japón el 3 de octubre de 1982,  Super Dimensional Cavalry Southern Cross fue transmitida en 1984 y Genesis Climber Mospeada en 1983, la creación de Robotech es el resultado de la fusión las anteriores series, convirtiéndose en una especie de "serie collage", y que fue emitida en Estados Unidos durante 1985, por lo tanto es y ha sido el causal de controversias para los seguidores de la serie de Carl Macek así como la franquicia macross, entre las cuales se destacan:
- Super Dimensional Fortress Macross, Es la base de Robotech y la que da inicio a la historia. En 1999 una nave extraterrestre se estrella contra la Tierra, que en ese momento está convulsionada por una gran guerra. Luego de reconstruirla, más naves llegan a la órbita terrestre buscando la nave (rebautizada como Macross) que poseía los secretos de la Protocultura, que en este caso no era una fuente de energía proveniente de una planta extraterrestre sino una cultura extraterrestre antiquísima, creadora de la humanidad y de sus enemigos en esta serie, los gigantescos y combativos Zentraedi (cuyos nombre originales en la serie japonesa son los Zentran y las guerreras Meltran, nombres originales de los Zentraedi en la serie original).[6][7]

- El concepto que se le dio a la fuente de energía que en Robotech se le denomina "Protocultura" no es una fuente de poder (según Macross, en sus episodios finales, apenas se habla sobre lo que es la "Protocultura" y se refieren a que una raza desconocida, de los cuales se cita que pudieron ser los creadores de los Zentraedi y muy probablemente también a los humanos; para mantener un poco de consistencia, el término fue cambiado de manera drástica, y se le da a una fuente de poder descubierta hace siglos por un científico de un planeta desconocido. Ahí es donde se unen también términos como “La Flor de la Vida“, de manera de poder agregar la tercera saga (Mospeada) a las dos anteriores.[6][7]

- La serie Macross termina en el capítulo con el ataque suicida de Quamzin Kravshera (conocido en la serie Robotech como “Khyron“), y las continuaciones que ha tenido (Plus, 7 y Frontier) no hablan mucho -casi nada en verdad- acerca de la flota de Hikaru Ichijo (conocido en Robotech como Rick Hunter), salvo en la OVA titulada Super Dimensional Fortress Macross: Flash Back 2012, donde se ve el despegue de la Megaroad 02 (que resulta siendo en la serie Robotech la nave destruida conocida simplemente como SDF-2 Megalord, la nave espacial que iba a ser comandada por la Almirante Lisa Hayes, que en Japón en la serie Macross original es llamada Misa Hayase). En Robotech, se menciona que el destino de Rick Hunter es su futuro como el almirante Hunter; de esta idea es donde parte la idea de unificar las tres series que forman Robotech, que junto a su esposa Lisa Hayes parten en la nave espacial SDF-3 Pionera rumbo hacia la tierra de los Amos de la Robotecnia, en búsqueda de pactar un intento de paz con dicha raza alienígena, mientras que en la serie Macross, su destino es incierto, ya que su misión es la colonización de otro planeta y la nave que pilotea se denomina Megarodo (Megaroad) 01 que resulta siendo el nombre sustituto para la SDF-2. En los sucesos de la serie Robotech, no es vuelto a ver tras misteriosos incidentes en el espacio, hasta la película Robotech: The Shadow Chronicles, en donde por razones de derechos cambiaron su apariencia en un 100%, así como que se muestra en las escenas finales de la película, el almirante Hunter y su tripulación desaparecen en un agujero negro y por consiguiente, uno de los protagonistas de "La Nueva Generación", Scott Bernard se le ve en una misión en la que parte hacia la búsqueda del almirante.

- Super Dimensional Fortress Macross por su parte, en su versión japonesa ha producido 2 películas relacionadas con la serie original (Super Dimensional Fortress Macross: Do you remember love?, y Super Dimensional Fortress Macross: Flash Back 2012), cuatro secuelas (Macross plus (Serie OVA), los animes secuela Macross 7 (Incluyendo 3 OVAS y una película), Macross Frontier (otro anime secuela) y la recién estrenada en 2016, Macross Delta (nuevo anime en emisión), cada una de ellos con al menos 1 película re-contando la historia respectiva), Además de una OVA precuela (Macross Zero) y un universo alternativo, además de gran cantidad de juegos.[6][7]

Robotech por su parte, tuvo la emisión de los 85 episodios, la adaptación de sus películas: Codename: Robotech (película que sirvió de piloto de la televisión), Robotech: La película (1986), la cual es una adaptación de la OVA japonesa Megazone 23, y retazos de la serie Super Dimensional Cavalry Southern Cross, anime que no tiene relación como ya se dijo con Macross, salvo la productora, y Robotech: The Shadow Chronicles, la secuela, planteada al final de la serie. En cuanto a las OVAS, se adaptó en formato de película la fallida serie Robotech II: Los Centinelas que terminó convirtiéndose en una OVA por diversos problemas en su estreno, y Robotech: Love Live Alive, que resultó siendo la versión de los acontecimientos finales de la serie desde el punto de vista de Yellow Dancer (conocido como Lancer) desde una entrevista que resume la tercera temporada. Además una fallida película que tuvo que ser cancelada por falta de creatividad en el estilo de la animación y la falta de apoyo del público que se sintió defraudada frente a la serie original.
Si bien la segunda y tercera serie que forma el arco final de Robotech replantea la estructura de la continuidad de las series Macross y que las hace diferenciar como franquicias entre sí, una de las principales características que tuvo esta temporada y (que es algo que de verdad casi es indiferente) es que la raza que ataca al planeta Tierra tras el final de la segunda Guerra Robotech es que los villanos del anime Genesis Climber MOSPEADA, los Inbito, fue cambiado por el nombre de Invid, y que el combustible de los distintos mechas pasó a llamarse Protocultura en lugar de HBT que era el nombre original, siendo un derivado del Hidrógeno. Casi todo lo demás se mantiene sin mayores cambios, salvo la obvia americanización de los nombres de los personajes.
- Otra de las controversias principales entre Robotech y Macross, quizás se deba a un personaje de la segunda temporada de Robotech, fue nada menos que el causado por el personaje de Dana Sterling, que en la serie norteamericana es de las dos hijas de Max Sterling y Miriya Parino. Según la historia oficial de Macross 7, la icónica pareja tuvo un total de 7 hijas, que aparecieron junto su padre en la serie Macross 7, donde viajan en la Nave espacial de la Clase Nuevo Macross, bautizada como Macross 7, integrante esencial de la 37° expedición de la flota colonial, que viaja en la misión de colonización en el espacio profundo, siendo la protagonista de dicha serie Mylene, la menor de las siete niñas. En la continuidad de Robotech, cuyo nombre es el de Dana Sterling, (siendo acá la hija de Max y Miriya en esta continuidad) es diferente el anime de Super Dimensional Cavalry Southern Cross donde se llama Jeanne Francaix y su historia no ocurre en la Tierra, sino en el lejano planeta Gloire; sus enemigos no son los “Maestros de la Robotecnia“, sino una raza conocida como “Los Zor“, antiguos habitantes del planeta Gloire. Otra diferencia es que al final de la serie de Southern Cross, la liberación de las semillas de la planta aseguran alimentación para todos los habitantes del planeta y no generan una invasión como sucede en Robotech.[6][7]

Entre otras diferencias que se han encontrado a lo largo de la transmisión de la series "Macross" y "Robotech", han sido:
- La alteración de los nombres originales de los personajes, ya mencionado.
- La alteración de toda la música original (Reba West, quien compuso la música de la serie Robotech), mientras que Mari Iijima y Kentaro Haneda que compuso la música de la serie original.
- Otro de los conceptos que diferencian la saga, es que en las series Macross no se venera la guerra, la muestra tal y como es: cruda, horrible, triste. Los protagonistas no son héroes bizarros, son solo seres humanos tratando de sobrevivir y entenderse a sí mismos dentro del conflicto, siendo el miedo el origen de sus episodios de heroísmo.

Al final, lo único que une a Robotech con Macross es la primera parte de la historia atada la invasión Zentraedi, al extender un término y mencionar una y otra vez referencias a personajes de las series anteriores sagas en una forma para mantener la continuidad, formándose tres series totalmente inconexas, salvo tal vez por el hecho que los mechas tenían 3 modos de transformación.

## Contenido de la obra

### Codename: Robotech (película)
Codename: Robotech es una película piloto animada que precedió a la serie de televisión original de 1985. Se encuentra dentro de los acontecimientos de la Primera Guerra Robotech. Tiene una duración de 73 minutos, y fue una versión ampliada en gran medida del Informe de Gloval, el décimo cuarto episodio de televisión que resume el principio de la serie. Fue transmitido por algunas estaciones de televisión antes de la emisión de la serie en marzo de 1985.
Codename: Robotech fue incluido en DVD como extra con el primer volumen de la Legacy Collection Robotech y la completa colección de Protocultura, de ADV Films. El disco incluye la opción de comentarios de audio por el productor Carl Macek y también fue lanzado en Australia por Madman Entertainment.

### Otros
| Título                          | Año  |
| ------------------------------- | ---- |
| Robotech (anime)                | 1985 |
| Robotech: La película           | 1986 |
| Robotech II: Los Centinelas     | 1987 |
| Robotech 3000 (cancelada)       | 2000 |
| Robotech: The Shadow Chronicles | 2006 |
| Robotech: Love Live Alive       | 2013 |

### Música
Originalmente, al tratarse de tres series diferentes, Harmony Gold trató de dar más cohesión a Robotech al contar con una misma banda sonora. Es así como se combinó el trabajo de diferentes compositores, como Ulpio Minucci y Arlon Ober.
En un principio, estas series japonesas tenían orquestaciones muy diferentes: Macross tenía un estilo épico y romántico, Southern Cross era de orquestación más violenta, mientras que Mospeada tenía un sonido contemporáneo. Debido a esto, Minucci y Orber debieron crear varios temas nuevos para diversas situaciones y ambientaciones de la serie. Cabe destacar el trabajo que se debió realizar para el personaje Lynn Minmei, cuya voz fue doblada por la estadounidense Reba West, debido a que ese personaje era una gran artista del canto; lo mismo sucedía con las canciones interpretadas por el personaje Yellow Dancer de la saga "La Nueva Generación". Tanto la voz de este último, como la composición de los temas que interpretaban estos artistas en la serie, estuvieron a cargo del compositor e intérprete estadounidense Michael Bradley, quien hasta el día de hoy graba sus discos y recorre el mundo con su música.

### Videojuegos
| Nombre                                | Consola                       | Año              |
| ------------------------------------- | ----------------------------- | ---------------- |
| Robotech: Crystal Dreams              | Nintendo 64                   | 1998 (Cancelado) |
| Robotech: Battlecry                   | PlayStation 2, GameCube, Xbox | 2002             |
| Robotech: The Macross Saga            | Game Boy Advance              | 2002             |
| Robotech: Invasion                    | PlayStation 2, Xbox           | 2004             |
| Robotech: The New Generation          | Teléfonos móviles             | 2007             |
| Robotech: Wax NFT                     | Wax net                       | 2021             |
| Robotech: The Macross Saga HD Edition | Nintendo Switch               | 2021             |